# Explorers de Great Falls
Les Explorers de Great Falls (en anglais : Great Falls Explorers) était une franchise américaine de basket-ball de la Continental Basketball Association située à Great Falls.

## Historique
L'équipe a été créée lors de l'expansion de la CBA en 2006. Le nom de « Explorers » leur vient de l'Expédition Lewis et Clark qui a traversé la région.

## Palmarès
néant

## Sources et références
1. ↑  Great Falls CBA team names Aggers coach USA Today, (09 June 2006).